# Autostrada dell'informazione
L'autostrada dell'informazione, anche indicata con il corrispettivo plurale autostrade dell'informazione (in inglese: information highway e information superhighway), è una metafora che fa riferimento alla rete di sistemi di comunicazione digitale e telecomunicazioni.

## Storia
Stando alle fonti, il termine autostrada dell'informazione fu usato per la prima volta nel 1978 dal futuro vicepresidente americano Al Gore durante un incontro che ebbe insieme a delle persone dell'industria informatica. La parola venne ripresa in un articolo pubblicato su Newsweek nel 1983, stando al quale "si stanno costruendo due autostrade dell'informazione con cavi in fibra ottica che collegheranno Boston, New York, Filadelfia e Washington, D.C." Il concetto venne ripreso dall'informatico statunitense Robert Kahn nel 1988 e cinque anni più tardi da Al Gore durante un discorso in cui diede una sua interpretazione dell'importanza che il Web rivestiva per l'economia. Secondo il libro Wired Style del 1996, l'autostrada dell'informazione sarebbe "l'intera enchilada digitale - interattivo, via cavo, a banda larga, 500 canali". La McGraw-Hill Computer Desktop Encyclopedia del 2001 definisce il termine come "un sistema di comunicazione ad alta velocità pubblicizzato dall'amministrazione Clinton/Gore per migliorare l'istruzione negli USA nel 21º secolo. Il suo scopo era quello di aiutare tutti i cittadini indipendentemente dal loro livello di reddito. Internet venne originariamente citato come modello per questa superstrada, ma con l'esplosione del World Wide Web, Internet diventò sinonimo di autostrada dell'informazione". Oggi il termine è considerato obsoleto.